# Torre número 5
La Torre número 5 és una torre unifamiliar aïllada i voltada de jardí, situada a la urbanització La Granja del municipi de Caldes de Malavella (Selva), inclosa en l'Inventari del Patrimoni Arquitectònic de Catalunya.

## Descripció
Té coberta a quatre vessants amb teula. Façana principal amb porta en arc pla, coberta per un guardapols amb forma d'arc cornupial, i flanquejada per dues finestres rectangulars, amb el mateix guardapols motllurat i amb un ampit motllurat en la gola. A la porta s'hi arriba per una escalinata de deu graons. Sobre la porta, i ja a l'altura de les golfes, unes finestres cegues en arc conopial i guardapols corregut motllurat. A la façana lateral, sobre les finestres de la planta baixa, hi ha tres finestres més, dues amb guardapols corregut en arc cornupial, i dues finestres laterals idèntiques a les de la façana principal. Golfes amb joc de dues finestres cegues laterals, i sis finestres espitlleres centrals. La façana posterior és igual a la principal, però amb una petita marquesina a dues vessants.

## Història
L'estiueig de la segona meitat del segle xix i principis del segle XX tenia un caràcter elitista, ja que es limitava als sectors benestants de la societat. Anava lligat a pràctiques curatives i també començava a ser una activitat de lleure. La millora en els mitjans de transport va contribuir a consolidar els nuclis d'estiueig cosa que tingué un fort impacte en l'urbanisme i l'economia dels pobles amb aigües termals. Aquesta torre forma part de l'ambiciós projecte urbanístic promogut per Miquel Picó i Jou als anys vint, de materialitzar una urbanització de caràcter residencial a nomenada "Colònia La Granja".